# Prolimnophila areolata
Prolimnophila areolata là một loài ruồi trong họ Limoniidae. Chúng phân bố ở miền Tân bắc (Canada và Hoa Kỳ).